# Marek Jarolím
Marek Jarolím (Olomouc, 21 maggio 1984) è un allenatore di calcio ed ex calciatore ceco, di ruolo centrocampista.

## Biografia
Quella degli Jarolím è una famiglia di centrocampisti: infatti i cugini Lukáš e David Jarolím sono anch'essi calciatori centrocampisti, mentre suo zio, Karel Jarolím, è l'allenatore dello Slavia Praga, ex centrocampista.

## Caratteristiche tecniche
Trequartista, può giocare anche come interno di centrocampo.

## Carriera

### Club
Dopo esser cresciuto nel vivaio dello Sparta Praga entra nel 2002 nella seconda squadre dello Sparta e vi rimarrà sino al 2004 giocando 34 incontri e siglando tre reti. Per la stagione 2004-05 passa al Mladá Boleslav dove colleziona 23 presenze ed un gol. La squadra si salverà dalla retrocessione con due giornate d'anticipo. Nel 2005 passa al Viktoria Plzeň ma dopo aver giocato poche partite di campionato fa ritorno alla seconda squadra dello Sparta Praga. Fa ritorno a Plzeň nella stagione seguente dove trova spazio e colleziona 25 presenze e due marcature concludendo il campionato al sesto posto. Nel 2007 passa allo Slavia Praga. Dopo mezza stagione a Praga torna al Viktoria Plzeň giocando l'altra parte di stagione, e la squadra giocherà un torneo tranquillo giungendo in centro classifica. Torna ai praghensi nella stagione 2008-09 che si conclude con la vittoria in campionato da parte dello Slavia, giocando un'intera stagione e realizzando sei reti. Nella stagione 2009-2010 viene ceduto in prestito al Baumit Jablonec dove trova un posto da titolare e segna quattro marcature. Lo Jablonec arriverà a sfiorare il titolo arrivando al secondo posto nell'ultima giornata del campionato, dietro lo Sparta Praga, per un solo punto. Dopo le prestazioni dimostrate lo Jablonec decide di acquistarlo dallo Slavia nella successiva stagione. In campionato lo Jablonec raggiunge la terza posizione: Jarolím diviene titolare fisso della formazione biancoverde e a fine stagione conta 26 presenze e 4 marcature. Nella stagione 2012-2013 gioca per il Teplice: il 29 settembre sigla la sua prima rete contro la České Budějovice (3-2) terminando la sua esperienza con 14 presenze e 4 gol. Nel marzo del 2013 si trasferisce in Cina, dove gioca alcune partite, prima di passare ai greci dell'Iraklis. Il 20 ottobre realizza una rete nel successo per 2-1 contro l'Anagennisi Giannitsa.

## Statistiche

### Presenze e reti nei club
| Stagione              | Squadra               | Campionato            | Campionato | Campionato | Coppe nazionali | Coppe nazionali | Coppe nazionali | Coppe internazionali | Coppe internazionali | Coppe internazionali | Altre coppe | Altre coppe | Altre coppe | Totale | Totale |
| Stagione              | Squadra               | Comp                  | Pres       | Reti       | Comp            | Pres            | Reti            | Comp                 | Pres                 | Reti                 | Comp        | Pres        | Reti        | Pres   | Reti   |
| --------------------- | --------------------- | --------------------- | ---------- | ---------- | --------------- | --------------- | --------------- | -------------------- | -------------------- | -------------------- | ----------- | ----------- | ----------- | ------ | ------ |
| 2002-2003             | Sparta Praga B        | 2L                    | 9          | 1          | CR              | ?               | ?               | -                    | -                    | -                    | -           | -           | -           | 9      | 1      |
| 2003-2004             | Sparta Praga B        | 2L                    | 25         | 2          | CR              | ?               | ?               | -                    | -                    | -                    | -           | -           | -           | 25     | 2      |
| 2004-2005             | Mladá Boleslav        | 1L                    | 23         | 1          | CR              | ?               | ?               | -                    | -                    | -                    | -           | -           | -           | 23     | 1      |
| lug.-dic. 2005        | Viktoria Plzeň        | 1L                    | 5          | 0          | CR              | ?               | ?               | -                    | -                    | -                    | -           | -           | -           | 5      | 0      |
| gen.-giu. 2006        | Sparta Praga B        | 2L                    | 12         | 1          | CR              | ?               | ?               | -                    | -                    | -                    | -           | -           | -           | 12     | 1      |
| Totale Sparta Praga B | Totale Sparta Praga B | Totale Sparta Praga B | 46         | 4          |                 | ?               | ?               |                      | -                    | -                    |             | -           | -           | 46     | 4      |
| 2006-2007             | Viktoria Plzeň        | 1L                    | 25         | 2          | CR              | ?               | ?               | -                    | -                    | -                    | -           | -           | -           | 25     | 2      |
| lug.-dic. 2007        | Slavia Praga          | 1L                    | 8          | 1          | CR              | ?               | ?               | CU                   | 1                    | 0                    | -           | -           | -           | 9      | 1      |
| gen.-giu. 2008        | Viktoria Plzeň        | 1L                    | 16         | 5          | CR              | ?               | ?               | -                    | -                    | -                    | -           | -           | -           | 16     | 5      |
| Totale Viktoria Plzeň | Totale Viktoria Plzeň | Totale Viktoria Plzeň | 43         | 7          |                 | ?               | ?               |                      | -                    | -                    |             | -           | -           | 43     | 7      |
| 2008-2009             | Slavia Praga          | 1L                    | 30         | 5          | CR              | ?               | ?               | CL+CU                | 2+5                  | 0+0                  | -           | -           | -           | 37     | 5      |
| Totale Slavia Praga   | Totale Slavia Praga   | Totale Slavia Praga   | 38         | 6          |                 | ?               | ?               |                      | 2+6                  | 0+0                  | -           | -           | -           | 46     | 6      |
| 2009-2010             | Jablonec              | 1L                    | 23         | 4          | CR              | 5               | 2               | CL                   | 2                    | 0                    | -           | -           | -           | 30     | 6      |
| 2010-2011             | Jablonec              | 1L                    | 26         | 4          | CR              | 3               | 0               | EL                   | 2                    | 0                    | -           | -           | -           | 31     | 4      |
| 2011-2012             | Jablonec              | 1L                    | 26         | 4          | CR              | 5               | 1               | EL                   | 3                    | 0                    | -           | -           | -           | 34     | 5      |
| Totale Jablonec       | Totale Jablonec       | Totale Jablonec       | 75         | 12         |                 | 13              | 3               |                      | 2+5                  | 0+0                  | -           | -           | -           | 95     | 15     |
| 2012-feb. 2013        | Teplice               | 1L                    | 14         | 4          | CR              | 2               | 1               | -                    | -                    | -                    | -           | -           | -           | 16     | 5      |
| mar.-giu. 2013        | Hangzhou              | CSL                   | 4          | 0          | FA Cup          | 0               | 0               | -                    | -                    | -                    | -           | -           | -           | 4      | 0      |
| 2013-2014             | Iraklis               | FL                    | 5          | 1          | CG              | 1               | 0               | -                    | -                    | -                    | -           | -           | -           | 6      | 1      |
| Totale carriera       | Totale carriera       | Totale carriera       | 248        | 35         |                 | 16              | 4               |                      | 4+11                 | 0+0                  | -           | -           | -           | 279    | 39     |

## Palmarès

### Club

#### Competizioni nazionali
- Gambrinus Liga: 1

Slavia Praga: 2008-09